# Arte dei Legnaioli

Médaillon

Cet article concerne la corporation. Pour la députée, voir Donatella Legnaioli.
L'Arte dei Legnaioli est une corporation des arts et métiers de la ville de Florence, l'un des arts mineurs des Arti di Firenze qui y œuvraient avant et pendant la Renaissance italienne.

## Membres de la corporation
Artisans du bois, sculpteurs et graveurs, pour le travail et la vente d'objets en bois comme les meubles, coffres, bancs, fourches, tonneaux, barils, ... Une grande quantité de bois provenait du Casentino et de Vallombrosa, au moyen de chariots ou par « poderi » (radeaux de troncs liés ensemble et confiés au courant de l'Arno, qui arrivaient à l'actuelle  Piazza Mentana, alors Piazza del Travi,  la « Place des Poutres »).

## Historique
Dans l'effervescence du Trecento, l'activité du bois est très importante. Venant des Apennins, le matériau de base était transporté par les voies navigables, par les ports, et entreposé Piazza delle Travi (aujourd'hui place Mentana)
D'abord indépendant les artisans du bois se sont vu rattacher ensuite à l'Arte dei Maestri di Pietra e Legname, dans une seule corporation également impliquées dans l'édification des bâtiments comprenant en égales parties du bois et de la pierre (murs,  charpentes, décorations,  sculptures, ...)
Le travail du bois, la sculpture et l'incise se développent vers le milieu du Quattrocento et dans les années 1470 atteint les plus hauts niveaux du travail artistique et  on dénombre 84 ateliers de legnaioli dont ceux des Da Maiano (Giuliano et Benedetto) qui travaillent pour la Sacristie du Duomo.
Les techniques les plus en service sont les sculptures à plat ou en relief, les stucs, les dorures à l'eau et à l'huile. Au Cinquecento  prédomine la sculpture et pendant tout le Seicento,  la  manfacture  medicea est introduite au Casino de San Marco, par des motifs ornés de figures géométriques ou figuratives en pietre dure dans la décoration de toutes les pièces ou les studioli et le style fut appelé « à la florentine ».

## Héraldique
Arbre avec meuble au centre de son fût au naturel en champ blanc

## Sources
- Fondazione di Firenze per l’Artigianato Artistico et les textes du Ier Salone dell’Arte e del Restauro,  Fortezza da Basso, Florence